# Kelsey (Alberta)
Pour les articles homonymes, voir Kelsey.
Kelsey est un hameau (hamlet) du Comté de Camrose, situé dans la province canadienne d'Alberta.

## Démographie
En tant que localité désignée dans le recensement de 2011, Kelsey a une population de 15 habitants dans 7 de ses 7 logements, soit une variation de 50.0% par rapport à la population de 2006. Avec une superficie de 0,449 4 km2, le hameau possède une densité de population de 33,377 8 hab/km2 en 2011.
Concernant le recensement de 2006, Kelsey abritait 10 habitants dans 5 de ses 6 logements. Avec une superficie de 0,449 4 km2, le hameau possédait une densité de population de 22,3 hab/km2 en 2006.